# Датлин, Фёдор Иванович
Фёдор Иванович Датлин (1880 — декабрь 1941) — фигурист, двукратный чемпион России (1906, 1908), победитель неофициального национального первенства (1920). Представлял петербургскую школу фигурного катания. Тренировался у Николая Панина-Коломенкина. Один из основоположников советской тренерской школы фигурного катания.

## Биография
В 1920 году победил на первых в советской России соревнованиях фигуристов.
Работал тренером в школах фигурного катания «Пищевкус» (1929—1930, вместе с Ксенией Цезар), Государственного института физической культуры им. П. Ф. Лесгафта (1934—1935, вместе с Н. Паниным и К. Цезар) и Центрального Клуба ЛГСПС (Юсупов сад, 1935—1936, вместе с Н. Паниным и К. Цезар). Учеником Датлина был неоднократный чемпион СССР Пётр Орлов
Умер в блокадном Ленинграде в декабре 1941 года. Похоронен на Серафимовском кладбище.

## Спортивные достижения
| Соревнования/Сезоны                   | 1905 | 1906 | 1907 | 1908 | 1909 | 1911 | 1920 |
| ------------------------------------- | ---- | ---- | ---- | ---- | ---- | ---- | ---- |
| Чемпионаты мира                       |      |      |      |      | 5    |      |      |
| Чемпионаты России                     | 2    | 1    |      | 1    |      | 2    |      |
| Неофициальное национальное первенство |      |      |      |      |      |      | 1    |